# سرائيكي
سرائيكي (بالسرائيكية: سرائیکی قوم)، يعرفون أيضًا باسم مولتاني، هي مجموعة إثنية لغوية تتواجد في وسط وجنوب شرق باكستان، وبشكل أكبر في جنوب البنجاب. لغتهم هي سرائيكية.
الشعب السرائيكي يعتنق أديان عدة، وأغلب السرائيكيون يدينون بالإسلام. وأقلية صغيرة من السرائيكيون يعتنقون النصرانية والسيخية والهندوسية. بعد استقلال باكستان في عام 1947، هاجرت بعض الأقليات الدينية من الهندوس والسيخ إلى الهند.